# Karres
Karres is een gemeente in het district Imst van de Oostenrijkse deelstaat Tirol.
Karres ligt in het Oberinntal, aan de voet van de berg Tschirgant, dicht bij de uitmonding van de Pitzbach in de Inn. De hoofdkern ligt op een heuvel boven de Inn, die hier een kloof vormt. Het gebied was reeds in de Romeinse tijd bewoond, maar het kreeg pas enige betekenis als gevolg van de mijnbouw gedurende de Middeleeuwen. De bos- en weidegebieden in de gemeente worden door parttime agrariërs bewerkt. Daarnaast heeft de toeristensector een bescheiden plaats in de gemeente verworven.
Arzl im Pitztal · Haiming · Imst · Imsterberg · Jerzens · Karres · Karrösten · Längenfeld · Mieming · Mils bei Imst · Mötz · Nassereith · Obsteig · Oetz · Rietz · Roppen · St. Leonhard im Pitztal · Sautens · Silz · Sölden · Stams · Tarrenz · Umhausen · Wenns
- Gemeinsame Normdatei: 4563785-4
- Virtual International Authority File: 247831258